# Kšandy

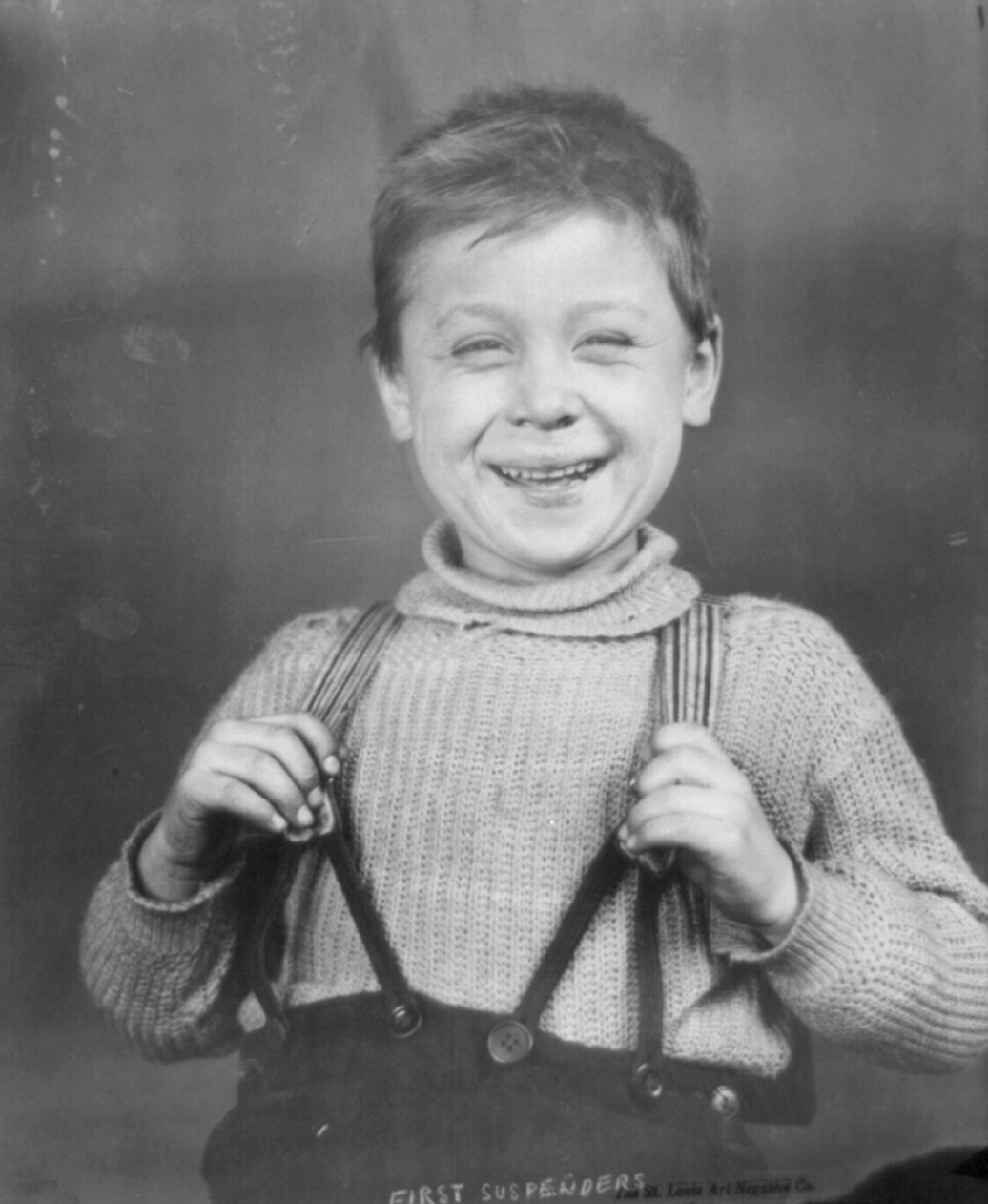
Kšandy se zapínáním na knoflíky

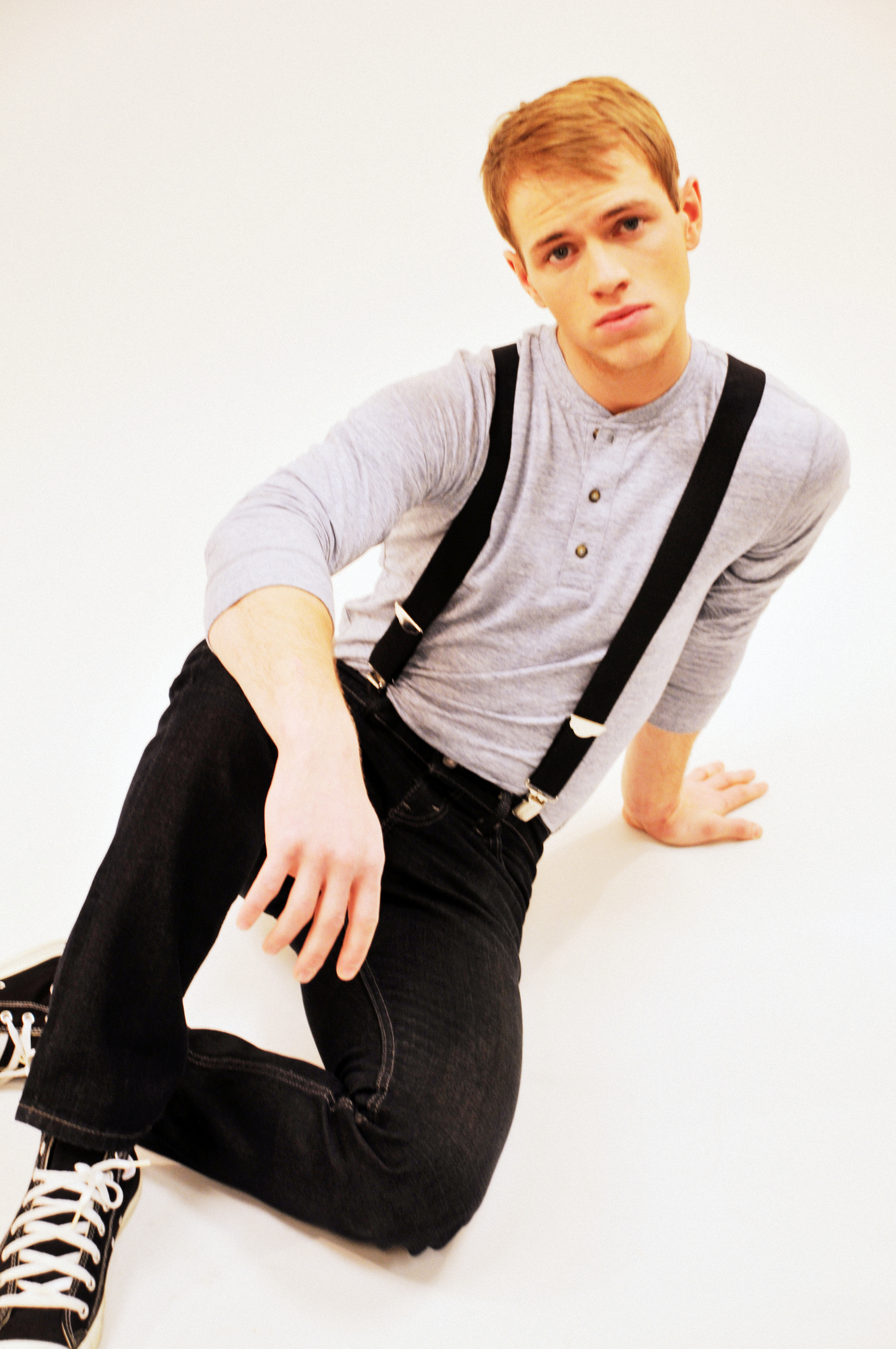
Kšandy se zapínáním na klipsy

Kšandy (též šle, šráky) je součást oděvu, sloužící k udržení volných či padajících kalhot v patřičné poloze. Jsou volitelným, tedy nepovinným, doplňkem oděvu, jejich existence nijak nesnižuje či nezvyšuje formálnost oblečení, ani neomezuje příležitost, pro kterou si je vzít. Stejnou funkci jako kšandy má opasek – proto je nevhodné (dokonce faux pas) vzít si obě dvě současně.

## Historie
Předchůdce kšand lze vypátrat až 300 let do minulosti, ale za vynálezce moderních kšand se označuje Albert Thurston, který je zhotovil v roce 1820. Zajímavostí je, že Mark Twain si nechal v roce 1871 patentovat podobný vynález – „přizpůsobitelná a oddělitelná poutka na oděv“ (Adjustable and Detachable Straps for Garments, ADSG).

## Etiketa
Kšandy byly v minulosti brány mezi oblečení, které se nemá ukazovat (či dokonce považovány za součást spodního prádla), z toho důvodu se vždy překrývaly svrchní vrstvou oblečení (sakem, žaketem, apod.) nebo vestičkou. Existovalo pravidlo říkající, že ke kalhotám, které mají poutka na pásek, by se kšandy neměly nosit. Toto pravidlo je ale málo známé a často se porušuje – třeba i pro to, že v současnosti jsou kšandy vnímány jako módní doplněk, který podtrhuje styl. Kalhot bez poutek na opasek dnes existuje naprostá menšina – téměř veškerá konfekce se vyrábí s nimi – a kalhoty na míru jsou zhotoveny tak, aby nepadaly a pásek či kšandy nebyly potřeba.
Ještě do začátku 20. století kšandy drtivě převažovaly nad pásky. Během 1. světové války však ztratily na své popularitě, protože řadu doplňků pro uniformy bylo praktické nosit na pásku. Ve 20. a 30. letech 20. století se kšandy nosily u formálnějších kalhot, s tím, že kalhoty s páskem patřily ke sportovnímu oblečení – v současnosti toto rozlišení již neplatí a naopak pásky v drtivé většině převládají nad nošení kšand.

## Popis
Kšandy sestávají ze dvou většinou pružných pásků přehozených přes ramena, které se na zádech buď spojují do jednoho (typ Y), spojují a zase rozcházejí (typ X nebo H) nebo jsou samostatné, tj. přes každé rameno jedna. Pásky mohou mít různou šířku (většinou do 1 palce, u dětské varianty užší), mohou být z různých materiálů: elastických i neelastických (elastické přišly později), a s několika způsoby přizpůsobení délky pásků. Různý je i způsob připevnění ke kalhotám:
- kovovými klipsami (tzv. „žabičkami“) – u většiny novějších typů
- zapínání na knoflíky – těmi musí být kalhoty vybaveny, tj. mít je přišité u pasu
- některé kalhoty (především dětské) mají kšandy přišité vzadu napevno a zapínají se na předním dílu kalhot
- sportovní kalhoty (pro cyklistiku, běh, běh na lyžích apod.) mohou mít kšandy různého tvaru a šířky jako svoji neoddělitelnou součást.

V minulosti se nosily kšandy na knoflíky spolu s kalhotami s vyššími pasy a pod vestičkou, protože podle konvence neměly být vidět. Etiketa též upravuje doporučené barvy kšand: říká, že ke smokingu jsou vhodné kšandy černé a ke fraku bílé.

## Současnost
V současnosti se u mladé generace stávají opět trendy (zejména u hipsterů) a nosí se na zádech ve stylu písmena Y, X či volně svěšené (přičemž tak ztrácejí svoji funkci). Formální kšandy bývají v konzervativních barvách (černá, bílá, šedá), u kšand poloformálních lze zakoupit sady, které se barvou, vzorem či materiálem doplňují s kravatou, kapesníčkem do saka nebo dokonce ponožkami. Neformální kšandy mohou svými barvami a vzory doplňovat a zdůrazňovat módní styl svého nositele – výjimečně lze vidět jejich využití jako místo pro přichycení odznaků a placek.

## Výhody a nevýhody
Nošení kšand ve srovnání s nošením pásku:
- pásek nemá schopnost po skrčení či přidřepnutí vytáhnout kalhoty nahoru
- pásek kalhoty pevně stahuje kolem pasu; kšandy umožňují určitou volnost, pohodlí, průdušnost
- kšandy, pokud jsou nošeny bez saka, opticky vytáhnou a zúží postavu
- za pásek se dají připevnit různé kapsy apod., za kšandy nikoli
- kšandy mívají nižší životnost než (zejména kožené) pásky, jsou-li elastické, po letech zpravidla ztrácejí pružnost